# Dracophyllum saxicola
Dracophyllum saxicola är en ljungväxtart som beskrevs av Walter Reginald Brook Oliver. Dracophyllum saxicola ingår i släktet Dracophyllum och familjen ljungväxter. Inga underarter finns listade i Catalogue of Life.